# Oligosita acestes
Oligosita acestes is een vliesvleugelig insect uit de familie Trichogrammatidae. De wetenschappelijke naam is voor het eerst geldig gepubliceerd in 1839 door Walker.